# 森岡仙太

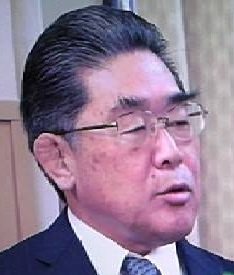
森岡仙太

森岡 仙太（もりおか せんた、1947年7月12日 - ）は、日本の実業家。愛知県の県顧問（非常勤）。元同県副知事、元トヨタ自動車常務、元トヨタホーム代表取締役社長。

## 略歴
- 北海道旭川市生まれ[2]。
- 1972年3月に北海道大学法学部を卒業。
- 1972年4月にトヨタ自動車工業（現・トヨタ自動車）に入社[1]。
- 1996年にトヨタ自動車春日井事業所長。
- 1998年に同住宅生産部長。
- 2005年に常務執行役員およびトヨタホーム代表取締役専務[1]。
- 2007年にトヨタホームの代表取締役社長[1]。
- 2014年4月1日、愛知県で初となる民間出身の副知事に就任。これに伴い、同年3月31日をもってトヨタ関連の全役職から退任した[2][3]。なお、任期は4年間で産業労働部などを所管する[4]。
- 2014年6月に名古屋競馬取締役[5]。
- 2018年4月1日、愛知県副知事に再任される[6]。
- 2018年7月1日、トヨタ財団評議員[7]。
- 2020年3月末、愛知県副知事を退任。非常勤の県顧問に就任[8]。出入国在留管理庁難民審査参与員[9]、愛知教育大学経営協議会委員[10]。
- 2023年4月、旭日中綬章受章[11][12]。